# 蔡明耀 (外交官)

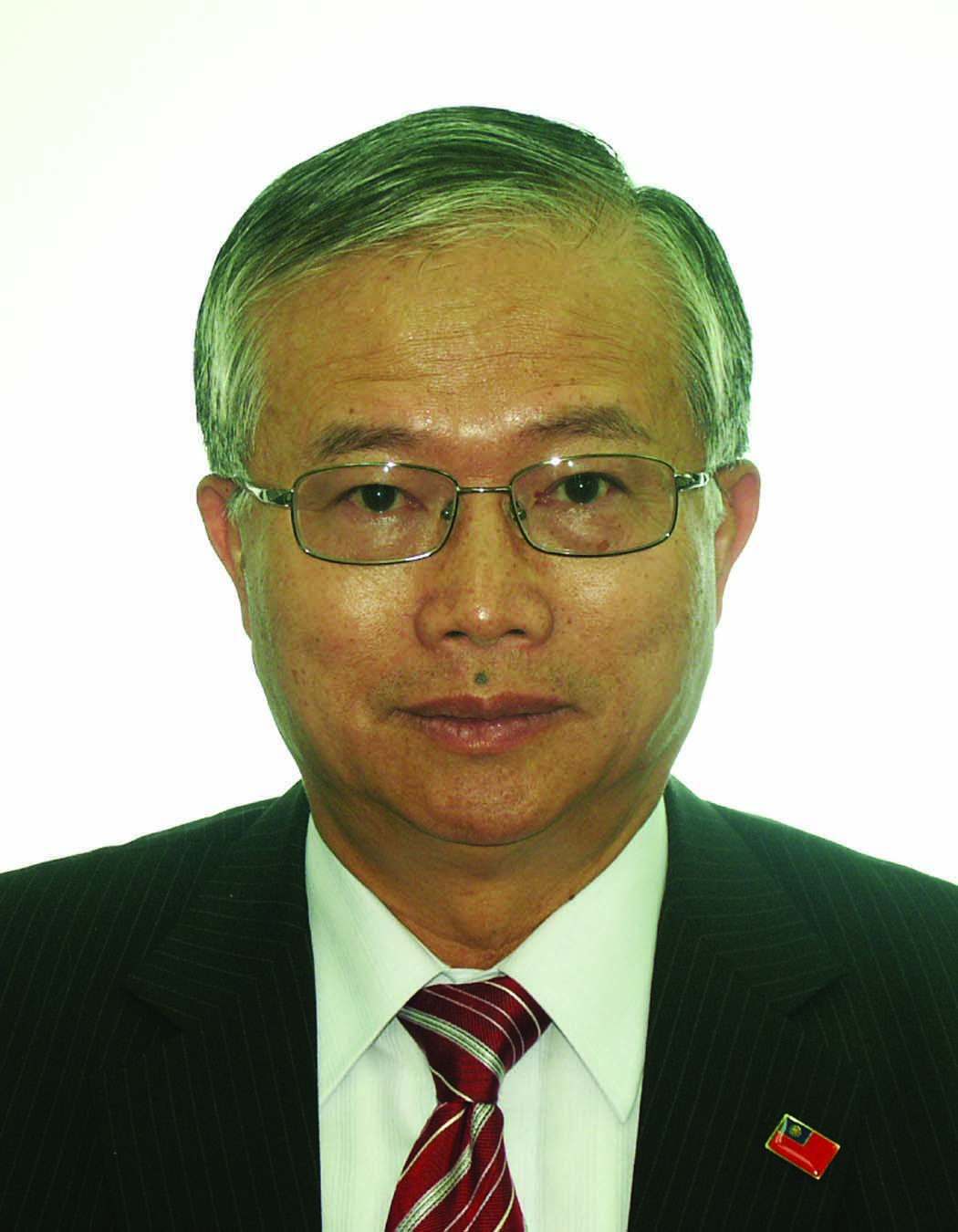
蔡明耀

蔡明耀（英語：Ming-yaw Tsai，1953年—），臺灣外交官，曾擔任中華民國駐史瓦帝尼王國特命全權大使、臺北駐大阪經濟文化辦事處處長等職務。

## 生平
1953年，蔡明耀出生於臺灣新竹。畢業於淡江大學東方語文學系（現爲日文系）。
1978年，任僑務委員會辦事員、科員。1980年，任外交部亞東太平洋司科員。1984年至1991年，歷任駐馬拉威共和國大使館三等至一等秘書。1991年至1993年，任外交部一等秘書回部辦事。1993年至1994年，任駐橫濱辦事處組長。1994年至1997年，任駐菲律賓代表處一等秘書。1997年至1999年，出任中琉文經協會駐琉球代表。1999年至2002年，任駐日本代表處僑務組長。2002年至2007年，任駐日本代表處政務組長。2007年至2008年，任外交部日本事務會副執行長兼亞東關係協會副秘書長。2008年至2009年，任外交部日本事務會執行長、亞東關係協會秘書長。
2009年至2013年，出任駐史瓦帝尼王國特命全權大使。
2013年9月起，出任臺北駐大阪經濟文化辦事處處長。
2016年2月起，回歸擔任亞東關係協會秘書長，後擔任外交部主任秘書，以及駐史瓦帝尼王國政務公使。
2019年，蔡明耀被任命爲駐日代表處副代表。